# Acrocercops tricyma
Acrocercops tricyma är en fjärilsart som beskrevs av Edward Meyrick 1908. Acrocercops tricyma ingår i släktet Acrocercops och familjen styltmalar.
Artens utbredningsområde är Madagaskar. Inga underarter finns listade i Catalogue of Life.